# Dipcadi papillatum
Dipcadi papillatum är en sparrisväxtart som beskrevs av Anna Amelia Obermeyer. Dipcadi papillatum ingår i släktet Dipcadi och familjen sparrisväxter. Inga underarter finns listade i Catalogue of Life.